# 주거권
주거권 또는 거주의 권리(right to housing, right to shelter)는 적절한 주택과 보호소에 대한 경제적, 사회적, 문화적 권리이다. 이는 일부 국가 헌법과 세계 인권 선언 및 경제적, 사회적 및 문화적 권리에 관한 국제규약에서 인정된다. 주거권은 국제인권법에서 독립된 권리로 간주되며, 이는 1991년 UN 경제사회문화권위원회의 적절한 주거에 관한 일반논평에서 명백히 명시되었다. ICESCR에 따른 주택 권리 측면에는 다음이 포함된다: 서비스, 인프라, 자재 및 시설의 가용성; 재직 기간의 법적 보장, 거주 가능성, 접근성, 경제성, 위치와 문화적 적절성.
유엔인권고등판무관실과 협력하여 주거권을 증진하는 유엔 인간 정착 프로그램은 1996년 이스탄불 협정과 거주지 어젠다를 재확인한 것이다. 모니터링 시스템과 인식 캠페인을 통해 주택권을 증진하는 임무를 맡은 UN-HABITAT으로 알려져 있다.
적어도 84개 국가에서는 헌법에 주택권에 대해 명시적으로 언급하고 있다.

## 같이 보기
- 공평주거권리법
- 주택단지
- 공영 주택